# Тип 69

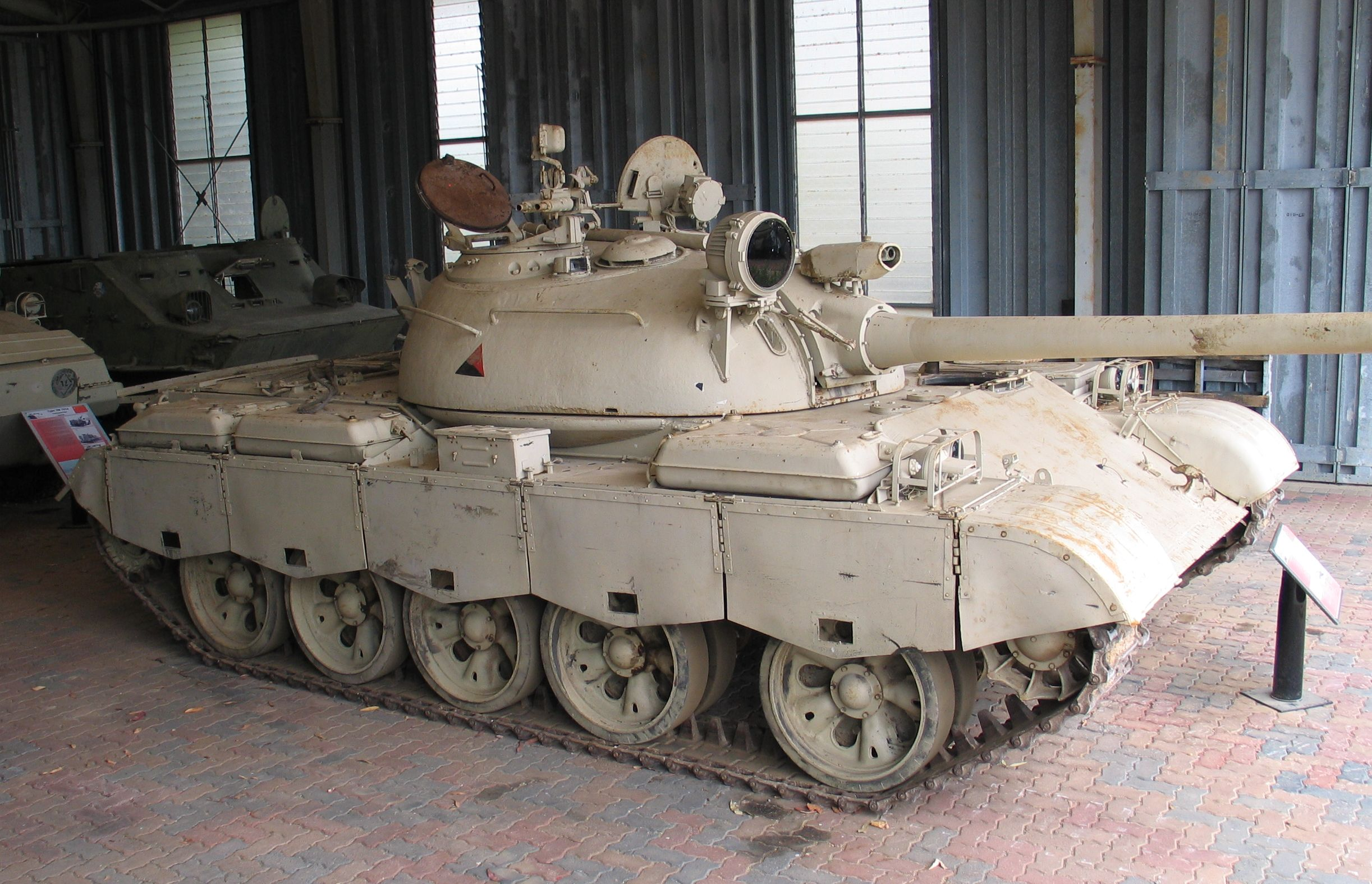
69-II

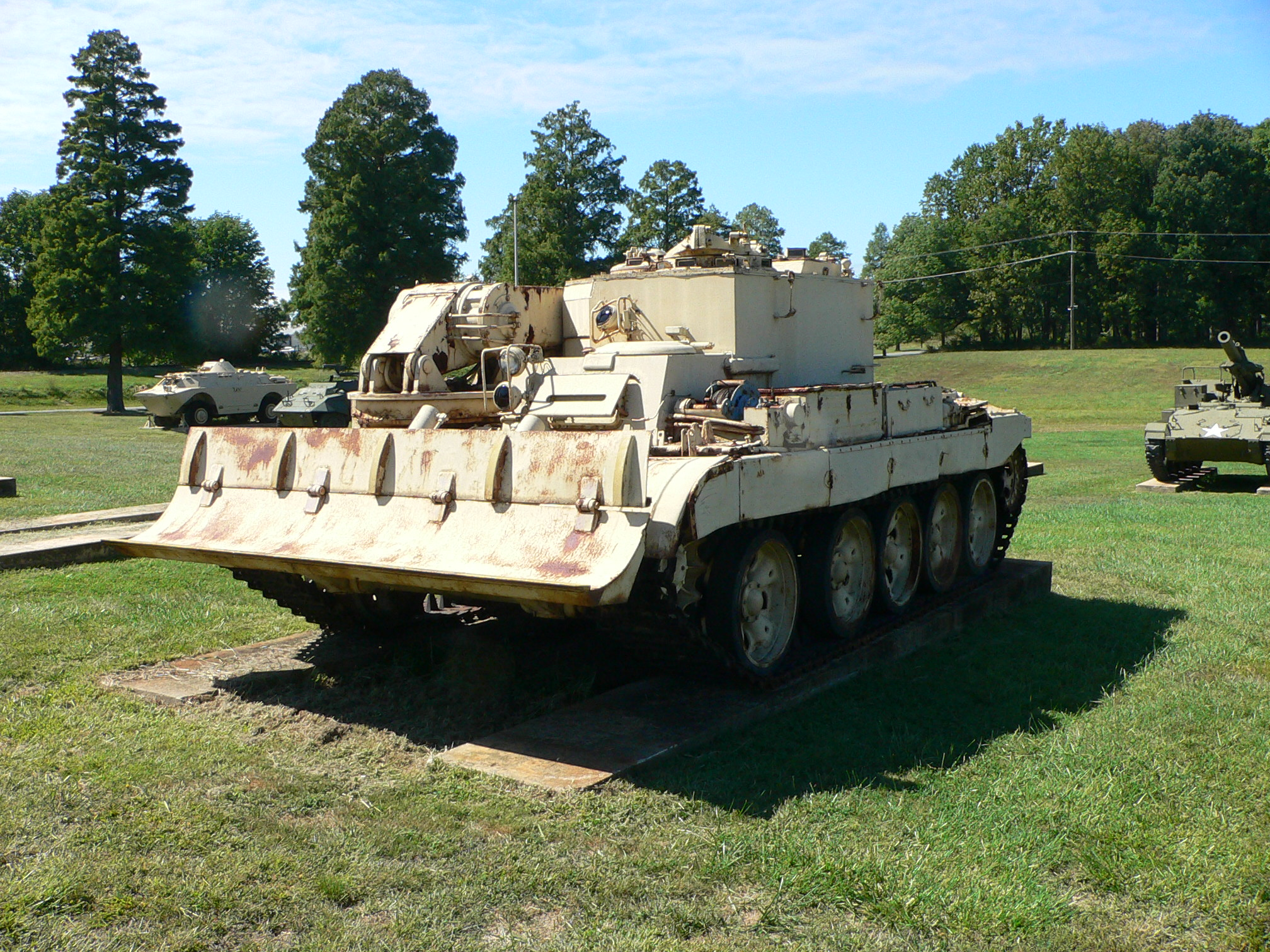
Бронированная инженерная машина Тип 653, вместо башни у неё надстройка, также навесное бульдозерное лезвие/ковш и кран.

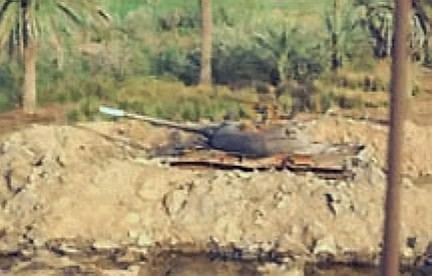
Покинутый Тип 69-QM в районе больницы г. Насирия (Ирак) после стрельбы по морским пехотинцам

Тип 69 (заводское обозначение — WZ-121) — китайский основной боевой танк, пришедший на смену танку Тип 59. Разработан на базе советского танка Т-54А. Первый танк, самостоятельно производившийся Китаем после разрыва партнерских отношений с СССР.

## История
Впервые Тип 69 был показан в 1982 году, во время парада в Пекине. Этот танк весьма похож на своего предшественника Тип 59, но он оснащён новой 100-мм гладкоствольной пушкой, которая стабилизировалась в двух плоскостях, новым 580 сильным двигателем и инфракрасной оптикой.

## Модификации
- Тип 69 (WZ-121) — первая версия, основан на базе Тип 59 = 100-мм гладкоствольная пушка Тип 69.
- Тип 69-I — модификация с советской инфракрасной системой «Луна», и улучшенное бронирование = 100-мм гладкоствольная пушка Тип 69.
- Тип 69-II(A) — новая 100-мм пушка, лазерный дальномер, двухплоскостной стабилизатор вооружения = 100-мм гладкоствольная пушка Тип 69-II.
- Тип 69-IIB — экспортная командирская версия танка Type 69-II(A) = 100-мм гладкоствольная пушка Тип 69-II.
- Тип 69-IIC — командирская версия танка Type 69-II(A) = 100-мм гладкоствольная пушка Type 69-II.
- Тип 69-IIG — экспортная модификация = 100\120-мм гладкоствольная пушка Тип 69-II(Ирак)\Rheinmetall Rh-120-L44(Бангладеш).
- Тип 69-III (Тип 79) (WZ-121D) — улучшенная версия Type 69-II = 105-мм нарезная пушка Type 83-I (Royal Ordnance L7).
- Тип 69Q-M2. Эта модификация демонстрировалась единственный раз в 1989 году на выставке вооружений в Багдаде и производилась в 1986—1991 гг. Танк вооружался стабилизированной в двух плоскостях 125-мм гладкоствольной пушкой с автоматом заряжания, что потребовало несколько увеличить размер кормовой части башни, а также установить люк для выброса поддонов стреляных гильз. Боевое отделение полностью перекомпоновали, сократив за счет заряжающего экипаж до трех человек. Место командира перенесли в правую часть башни.

## Машины на базе
- Тип 80 — опытная ЗСУ с 2х57-мм автоматической пушкой Тип 59 (С-68), аналог советской ЗСУ-57-2.
- W-88 — опытная ЗСУ с 2х37-мм автоматической пушкой Тип 74 (копия 37-мм автоматической зенитной пушки образца 1939 года (В-47\61-К).
- Тип 88 — ЗСУ c 2х37-мм Type 74.
- Тип 653 (WZ-653) — ремонтно-эвакуационная машина (БРЭМ), поздние версии обозначались как WZ-653A или Тип 84.[2]
- WZ-621 — мостоукладчик.[источник не указан 3081 день]
- Ягуар — опытный экспортный танк, созданный совместно с американскими специалистами, вооружён 105-мм нарезной танковой пушкой L7\M68.

## Ирак
Большое количество танков Тип 69 было экспортировано в Ирак в начале 1980-х годов, через Саудовскую Аравию, чтобы восполнить потери, понесённые страной в ходе ирано-иракского конфликта.

## Пользователи
- Албания — 150+
- Бангладеш — 300
- Иран — 200
- Китай
- Мьянма — 60
- Пакистан — 250
- Таиланд — 98
- Шри-Ланка — 20
- Зимбабве — 10
- КНДР-100

## Бывшие пользователи
- Ирак — 1500 Тип 59 и Тип 69 в 1990 году. Все были уничтожены или отправлены на свалку.